# Хиндахский сельсовет (Хунзахский район)
Хиндахский сельсовет — административно-территориальная единица и муниципальное образование со статусом сельского поселения в Хунзахском районе Дагестана Российской Федерации.
Административный центр — село Хиндах.

## Население
| 2002  | 2010  | 2012  | 2013  | 2014  | 2015  | 2016  |
| ----- | ----- | ----- | ----- | ----- | ----- | ----- |
| 1083  | ↗1100 | ↗1107 | ↗1108 | ↗1109 | ↗1114 | ↗1122 |
| 2017  | 2018  | 2019  | 2020  | 2021  | 2023  | 2024  |
| →1122 | ↗1134 | ↗1148 | ↗1158 | ↘1036 | ↗1040 | ↘1035 |

## Состав
| № | Населённый пункт | Тип населённого пункта       | Население |
| - | ---------------- | ---------------------------- | --------- |
| 1 | Коло             | село                         | ↗541      |
| 2 | Хиндах           | село, административный центр | ↘495      |